# Termahivka, Ivankiv
Termahivka (în ucraineană Термахівка) este localitatea de reședință a comunei Termahivka din raionul Ivankiv, regiunea Kiev, Ucraina.

## Demografie
Componența lingvistică a localității Termahivka
     Ucraineană (98,31%)
     Rusă (1,5%)
     Alte limbi (0,19%)
Conform recensământului din 2001, majoritatea populației localității Termahivka era vorbitoare de ucraineană (98,31%), existând în minoritate și vorbitori de rusă (1,5%).